# Люботиці
Люботиці або Люботіце (словац. Ľubotice) — село в Словаччині, Пряшівському окрузі Пряшівського краю. Розташоване в північній частині східної Словаччини, у північній частині Кошицької улоговини в долині Секчова.
З 1971 до 1990 року населений пункт був частиною міста Пряшів. З містом практично зрісся, але у 1990 році адміністративно відділився як окреме село. Його складовою частиною є місцева частина Шариські Луки (словац. Šarišské Lúky).
Уперше згадується у 1285 році.

## Культурні пам'ятки
- римо—католицький костел з 1806 року,
- палац з початку 17 століття в стилі пізнього ренесансу, перебудований у 18 столітті

У частині села Шариські Луки є синагога, яку використовує місцева греко—католицька громада як церкву св. Ісаї.

## Населення
| Рік:            | 1994. | 2004.    | 2014.    | 2024.    |
| --------------- | ----- | -------- | -------- | -------- |
| Кількість осіб: | 2225  | 2783     | 3200     | 4103     |
| Різниця:        |       | +25,07 % | +14,98 % | +28,21 % |

| Рік:            | 2023. | 2024.   |
| --------------- | ----- | ------- |
| Кількість осіб: | 3974  | 4103    |
| Різниця:        |       | +3,24 % |

У селі проживає 3 274 особи.
Кількість греко—католиків становить 159 осіб або 7,4 %.